# Araneus guttatus
Araneus guttatus este o specie de păianjeni din genul Araneus, familia Araneidae. A fost descrisă pentru prima dată de Keyserling, 1865. Conform Catalogue of Life specia Araneus guttatus nu are subspecii cunoscute.